# 237. Infanterie-Division (Wehrmacht)
Die 237. Infanterie-Division war eine deutsche Infanteriedivision im Zweiten Weltkrieg.

## Geschichte

### Aufstellung
Die Division wurde mit Befehl vom 12. Juni 1944 zum 25. Juli 1944 im Zuge der 27. Aufstellungswelle auf dem Truppenübungsplatz Milowitz nordöstlich von Prag in Böhmen durch den Wehrkreis XIII aufgestellt. Hierfür wurden Teile der der Schatten-Division Böhmen eingesetzt, welche noch nicht vorher für die Auffrischung der 198. Infanterie-Division herangezogen worden waren. Der Stab kam von der Schatten-Division Milowitz. Sie war eine statische Division und besaß eine geringe Anzahl motorisierter Einheiten.

### Verlegung ins Adriatische Küstenland

#### Besatzungstruppe Kroatien
Im August/September 1944 war die Division unter der Operationszone Adriatisches Küstenland, dem späteren LXXXVII. Armeekorps, bei der 14. Armee in Istrien, wo sie über das gesamte Bestehen blieb. Im September 1944 wurde die Division für die Verbindungslinie Pula und Triest eingesetzt und kam im Rückwärtigen Heeresgebiet zum Einsatz. Ab Oktober 1944 war sie dem LXXXVII. Armeekorps zugewiesen, dort von Januar 1945 bis März 1945 bei der 10. Armee.

#### Fronteinsatz auf dem Balkan
Ab März 1945 war die Division auch im Fronteinsatz und kam zum Ende des Krieges in den Balkan.

### Kapitulation
Die 237. Infanterie-Division geriet im Mai 1945, nördlich von Fiume (heute Rijeka in Kroatien), in jugoslawische Kriegsgefangenschaft.

## Kommandeure
- Generalmajor/Generalleutnant Hans von Grävenitz: von der Aufstellung bis April 1944
- Oberst Karl Falkner: von April 1944 bis zur Auflösung

## Gliederung
- Grenadier-Regiment 1046 mit zwei Bataillonen
- Grenadier-Regiment 1047 mit zwei Bataillonen
- Grenadier-Regiment 1048 mit zwei Bataillonen
- Division-Füsilier-Bataillon 237
- Artillerie-Regiment 237 mit drei Batterien
- Divisions-Einheiten (u. a. mit Panzerjäger-Kompanie) 237